# Suzanne Manet

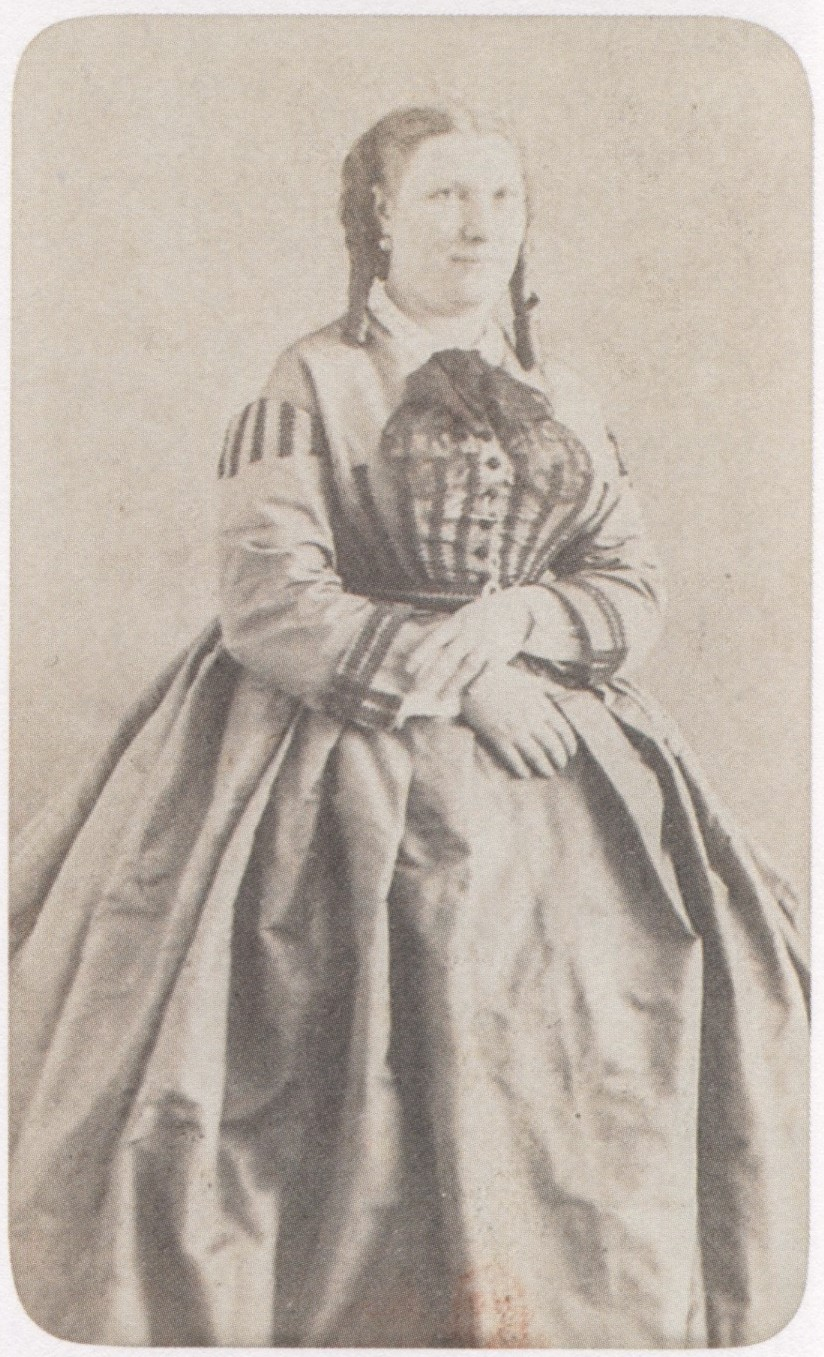
Suzanne Manet

Suzanne Manet, geborene Leenhoff (* 30. Oktober 1829 in Delft; † 8. März 1906 in Paris), war eine niederländisch-französische Pianistin und die Ehefrau sowie ein häufiges Modell des Malers Édouard Manet.

## Leben
Die Familie Suzanne Leenhoffs zog während ihrer Kindheit nach Zaltbommel, wo ihr Vater Kirchenmusiker war. Nach Aufzeichnungen von Dr. A. van Anrooy soll Franz Liszt im Spätsommer 1845 auf der Durchreise von Bonn nach London das Carillonspiel des Vaters gehört haben und daraufhin im Hause Leenhoff eingekehrt sein. Bei dieser Gelegenheit sei er vom Klavierspiel der Tochter Suzanne derart begeistert gewesen, dass er ihr empfahl in Paris ihre Ausbildung fortzusetzen. Anrooy zufolge habe Liszt ihr auch entsprechende Lehrer und für den Lebensunterhalt notwendige Schüler vermitteln wollen.
Zu diesen Schülern gehörten seit 1849 Eugène Manet und Gustave Manet (1835–1884), die jüngeren Brüder von Édouard Manet, der zu dieser Zeit als Marineschüler zur See fuhr. Am 29. Januar 1852 wurde ihr Sohn Léon Leenhoff geboren. Suzanne gab als Vater einen gewissen Koëlla an, über dessen Identität nichts bekannt ist. Édouard Manet wurde bei der Taufe von Léon 1855  dessen Patenonkel. Viele Autoren haben angenommen, dass Édouard Manet der Vater von Léon war; neuere Forschungen vermuten abweichend eine Vaterschaft von Auguste Manet, dem Vater Édouard Manets. In Frage kommen zudem die in Paris lebenden Musiker Giovanni Koëlla (1818–1882) und Gustave-Adolphe Koëlla (1822–1905). Suzanne und Léon wohnten in Paris zusammen mit Suzannes Brüdern, dem Bildhauer Ferdinand Leenhoff (1841–1914) und dem Maler Rudolph Leenhoff (1822–1905) und deren Mutter Martina Ilcken (1807–1876). In der Nähe lebten zudem ihre Schwester Mathilde, die mit dem Bildhauer Joseph Mezzara verheiratet war. 
Unklar ist, wann die Beziehung zwischen Suzanne Leenhoff und Édouard Manet begann, die er über Jahre vor der Öffentlichkeit verbarg. Die beiden heirateten am 28. Oktober 1863, also erst ein Jahr nach dem Tod von Manets Vater. Charles Baudelaire schrieb im Oktober 1863 überrascht an einen Freund: „Manet hat mir soeben eine völlig unerwartete Neuigkeit mitgeteilt. Heute Abend fährt er nach Holland und wird von dort mit seiner Frau zurückkehren. ... sie ist anscheinend schön, sehr nett und eine sehr große Künstlerin“.
Suzanne Manet lebte fortan mit ihrem Mann, der Schwiegermutter und ihren Sohn Léon in einem Haushalt. Léon wurde jedoch als jüngerer Bruder Suzannes mit dem Namen Léon Leenhoff in die Familie und die Pariser Gesellschaft eingeführt. Sie selbst führte einen wöchentlichen Salon, den sie musikalisch begleitete. Ihre bevorzugten Komponisten waren Robert Schumann, Ludwig van Beethoven und Richard Wagner.
Nach dem Tod Édouard Manets 1883 lebte Suzanne zunächst im Hause des Vetters Jules de Jouy in Gennevilliers, anschließend in Asnières und dann bei ihrem Sohn in der Pariser Rue Saint-Dominique 94. Auf Grund finanzieller Schwierigkeiten war sie im Alter gezwungen, sich nach und nach von den Bildern ihres Mannes zu trennen. Zur Erinnerung ließ sie von einigen Bildern Kopien anfertigen, die nach ihrem Tod als angebliche Originale auf dem Kunstmarkt auftauchten.

## Galerie
Suzanne Manet ist auf zahlreichen Bildern Edouard Manets dargestellt, darunter folgende Hauptwerke:

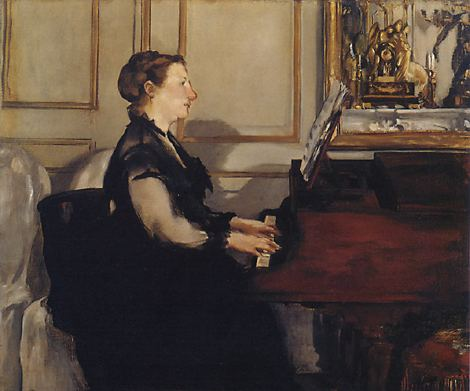
Mme Manet am Flügel
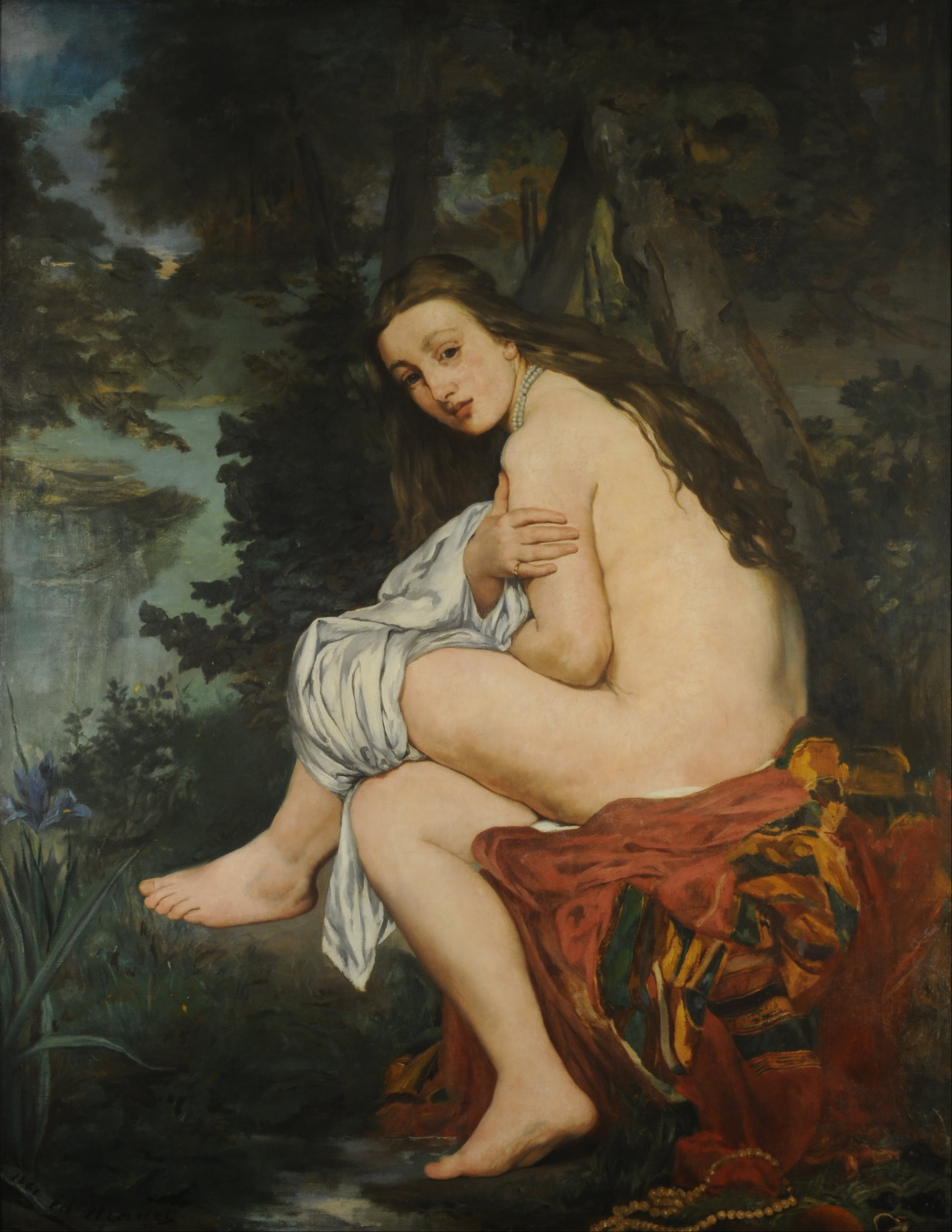
Die überraschte Nymphe
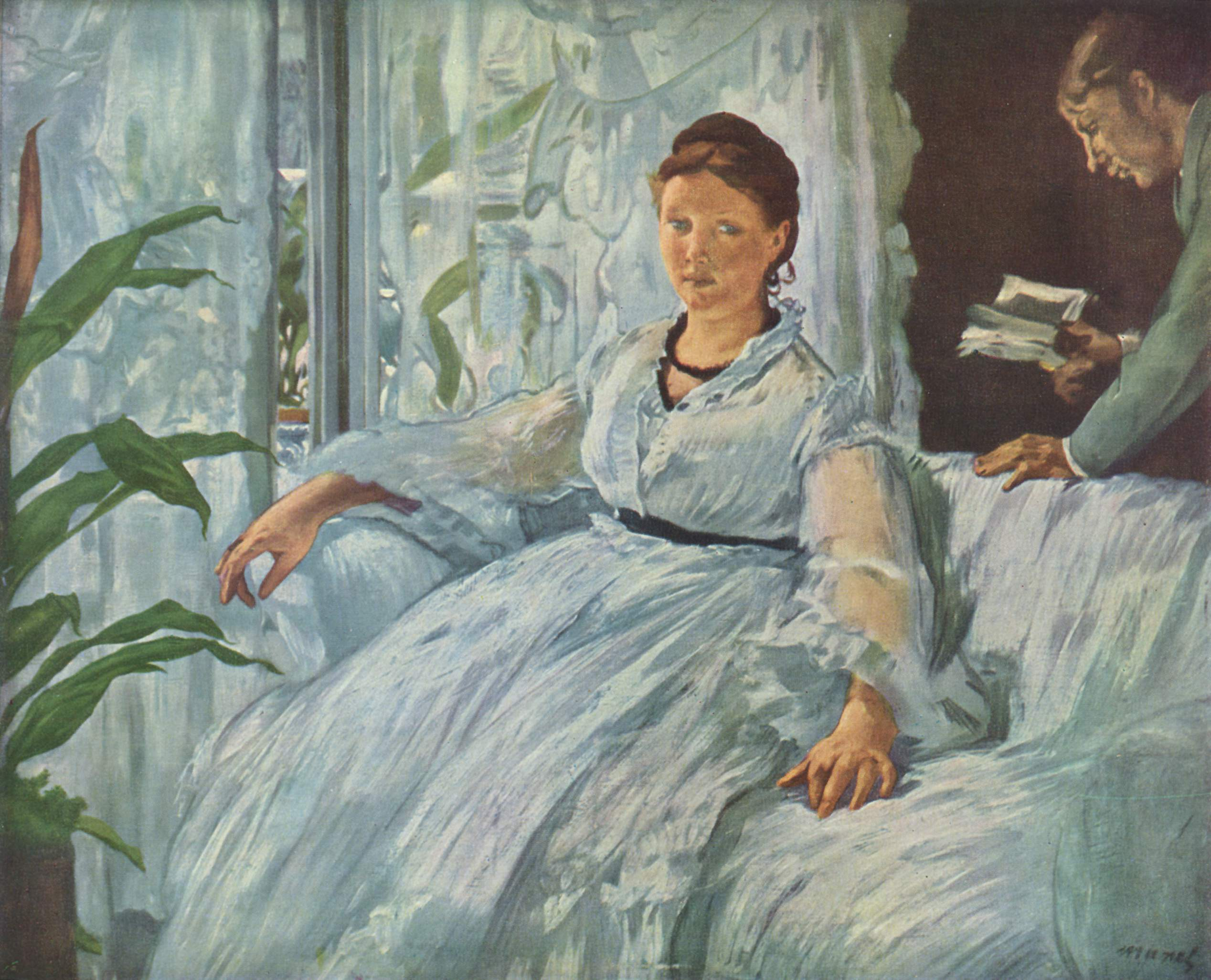
Die Lektüre
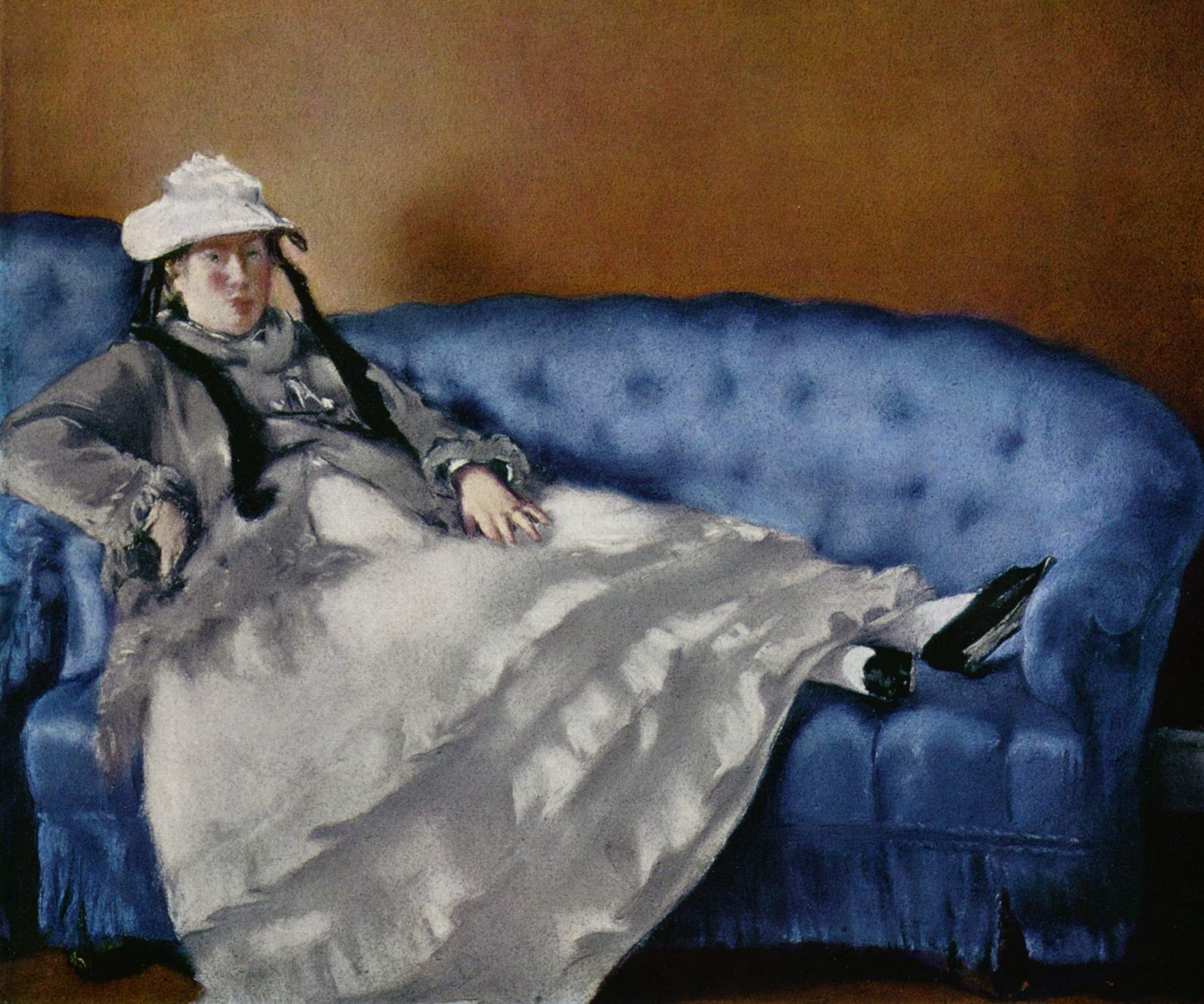
Mme Manet auf blauem Sofa
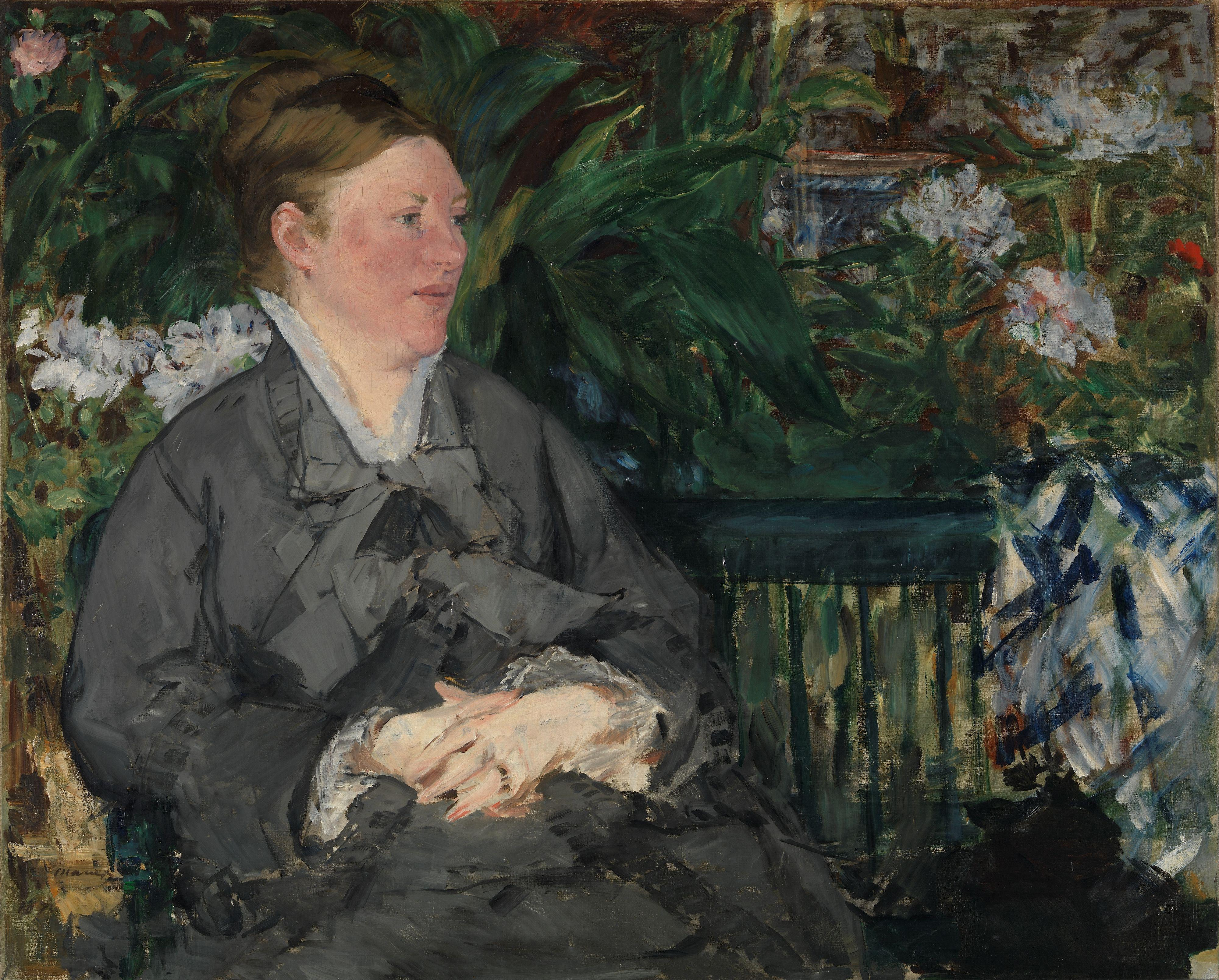
Mme Manet im Gewächshaus